# Australisch-osttimoresische Beziehungen
Die Staaten Australien und Osttimor unterhalten freundschaftliche Beziehungen. Die diplomatischen Beziehungen wurden 2002 aufgenommen, nachdem Osttimor in die Unabhängigkeit entlassen wurde.

## Geschichte

### Kolonialzeit

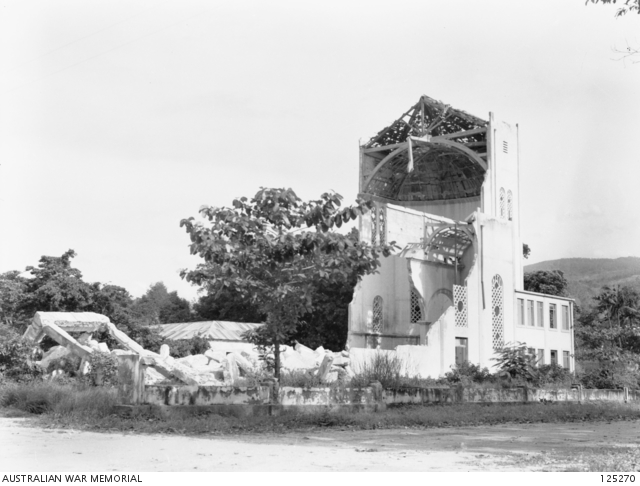
Die Kathedrale von Dili wurde im Zweiten Weltkrieg durch australische Bomben komplett zerstört

Die Kontakte zwischen Australien und Osttimor reichen bis in die koloniale Zeit beider Länder zurück.
1838 gründeten die Briten die Siedlung Port Essington im Gebiet des heutigen australischen Northern Territorys. Die Siedler mussten mit vielen Schwierigkeiten kämpfen. Anfang 1839 versorgten sie sich mit Wasserbüffeln, Timor-Ponys und einigen englischen Zeitungen aus Dili, der Hauptstadt der Kolonie Portugiesisch-Timor. Am 13. Februar besuchte der britische Kommandant Sir James J. Gordon Bremer Dili und versicherte sich vom dortigen portugiesischen Gouverneur Frederico Leão Cabreira (1839 bis 1844) weiterer Hilfe für die neue Siedlung aufgrund des alten Bündnisses zwischen den beiden Kolonialmächten. Port Essington wurde von den Briten bereits 1849 wieder aufgegeben.
Im Zweiten Weltkrieg entsandte Australien eine kleine Militäreinheit in die eigentlich neutrale portugiesische Kolonie. Tatsächlich besetzte Japan Portugiesisch-Timor und die Australier führten von 1942 bis 1945 einen Guerillakrieg gegen die Japaner, unterstützt von Timoresen. Viele Australier sehen dieses Engagement mit Dankbarkeit, Australien sei durch die Timoresen vor den Japanern gerettet worden, auch wenn in der australischen Geschichtsschreibung nur die jugendlichen als Helfer der Alliierten Einzug gefunden haben. Im August 2009 starteten die katholischen Joseph-Schwestern aus Sydney eine Petition, in der sie die Verleihung des Honorary Companion of the Order of Australia an Osttimor forderten. Begründet wurde dies mit der Unterstützung der timoresischen Bevölkerung für australische Soldaten in der Schlacht um Timor während des Zweiten Weltkrieges. Der Vorschlag wurde nicht umgesetzt.

### Indonesische Besetzung Osttimors

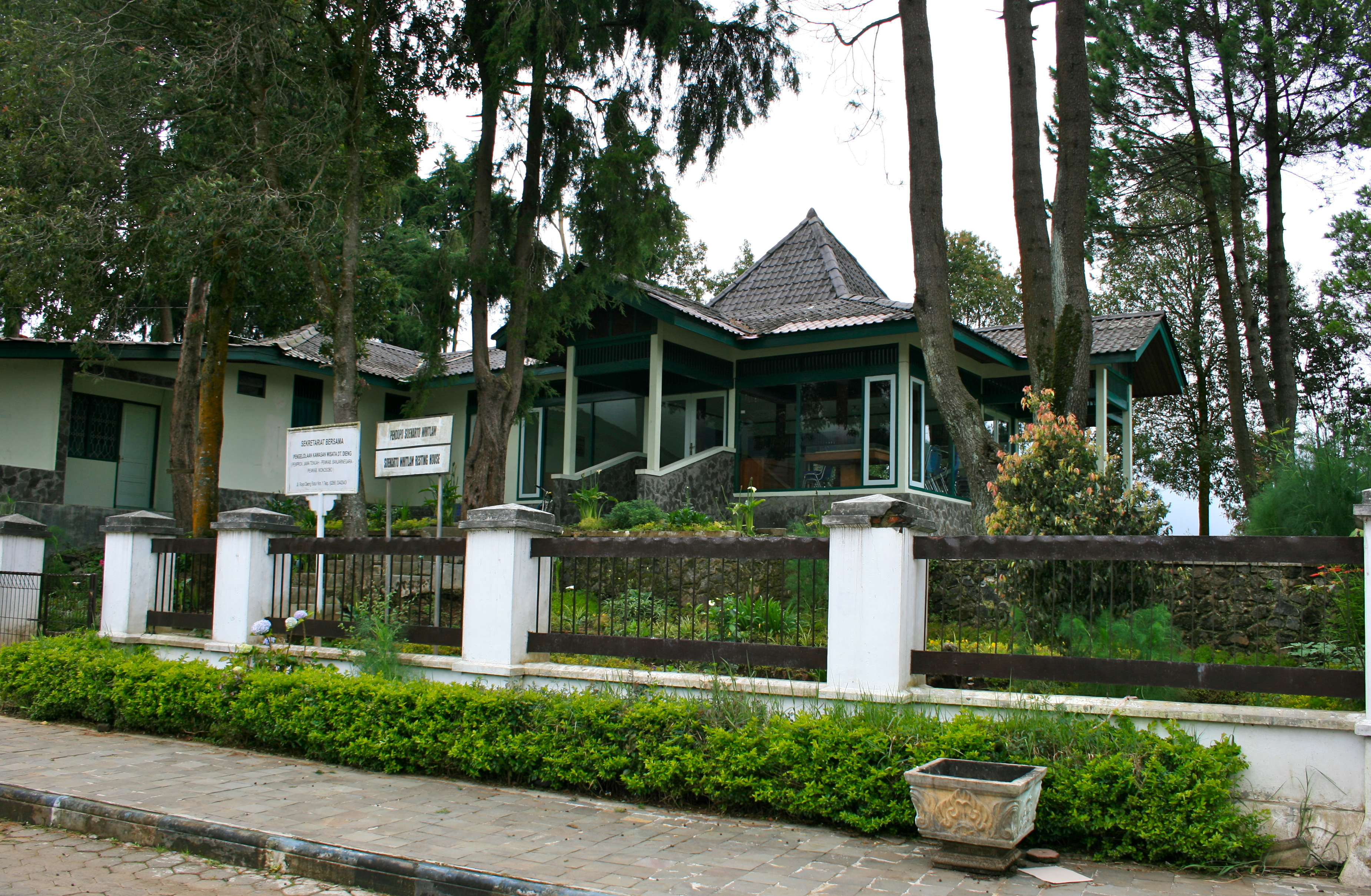
Das Suharto-Whitlam House (Dieng-Plateau, Indonesien). Hier diskutierten die beiden Politiker 1974 über Osttimor.

Infolge der portugiesischen Nelkenrevolution 1974 bereitete man die Entlassung Osttimors in die Unabhängigkeit vor. Die Associação Democratica para a Integração de Timor-Leste na Austrália (ADITLA) forderte den Anschluss der portugiesischen Kolonie an Australien, doch die australische Regierung lehnte das deutlich ab. Als Indonesien begann, grenznahe Regionen zu besetzen, erklärte die linksgerichtete FRETILIN Osttimor einseitig für unabhängig. In dem Chaos kaperten osttimoresische Flüchtlinge ein australisches Militärflugzeug, um ins Nachbarland zu kommen. Nur zwölf Staaten erkannten Osttimor an, Portugal und Australien gehörten nicht dazu. In Australien fürchtete man ein „zweites Kuba“ vor der eigenen Haustür. Bereits 1974 hatte Peter Wilenski, der Privatsekretär von Premierminister Gough Whitlam (ALP), dem indonesischen Militär signalisiert, dass Jakarta Osttimor annektieren solle, bevor es „unfreundliche Mächte“ tun würden. Whitlam und der indonesische Präsident Suharto trafen sich am 6. September 1974 in Indonesien und am 4. April 1975 in Townsville. Bei diesen Treffen wurde klar, dass Australien Indonesien freie Hand lassen würde, so dass es nur neun Tage nach der Ausrufung der Unabhängigkeit Osttimors am 7. Dezember 1975 begann das Nachbarland zu besetzen. Australien vermied es, die Invasion offiziell zu verurteilen. Außenminister Andrew Peacock sprach am Tag des Einmarschs sogar von der „Schwere der Probleme, die sich der indonesischen Regierung stellen“, die er anerkenne. Die Schuld an dem Chaos sah er in der „inneren Unordnung“ Portugals und bei der FRETILIN. In der UN-Generalversammlung verteidigte der australische Vertreter Indonesien als eine unschuldige Partei, die in ihrem nationalen Interesse „Recht und Ordnung“ geschaffen habe, um eine instabile Situation zu bereinigen.
Folge der Besetzung war ein 24-jähriger Guerillakrieg, der einem Viertel der Bevölkerung Osttimors das Leben kostete. Bereits im Oktober 1975 hatten eindringende indonesische Truppen im osttimoresischen Balibo fünf westliche Journalisten ermordet, darunter drei Australier. Das Schicksal der sogenannten Balibo Five und des australischen Reporters Roger East, die Sympathien aus der Zeit des Zweiten Weltkriegs und osttimoresische Flüchtlinge, die in Australien Zuflucht gefunden hatten und für ihr Land warben, führten zu viel Unterstützung in der australischen Bevölkerung. Mehrere australische Nichtregierungsorganisationen setzten sich für die Unabhängigkeit Osttimors ein. Australische Aktivisten, wie Brian Thomas Manning, Denis Freney und Robert Wesley-Smith halfen FRETILIN-Angehörigen beim Betrieb von Radio Maubere. Peter Job unterhielt 1978 in Darwin einen Kurzwellensender, mit dem er eine Verbindung zwischen der FRETILIN in Osttimor und den Exilanten in Mosambik und New York.

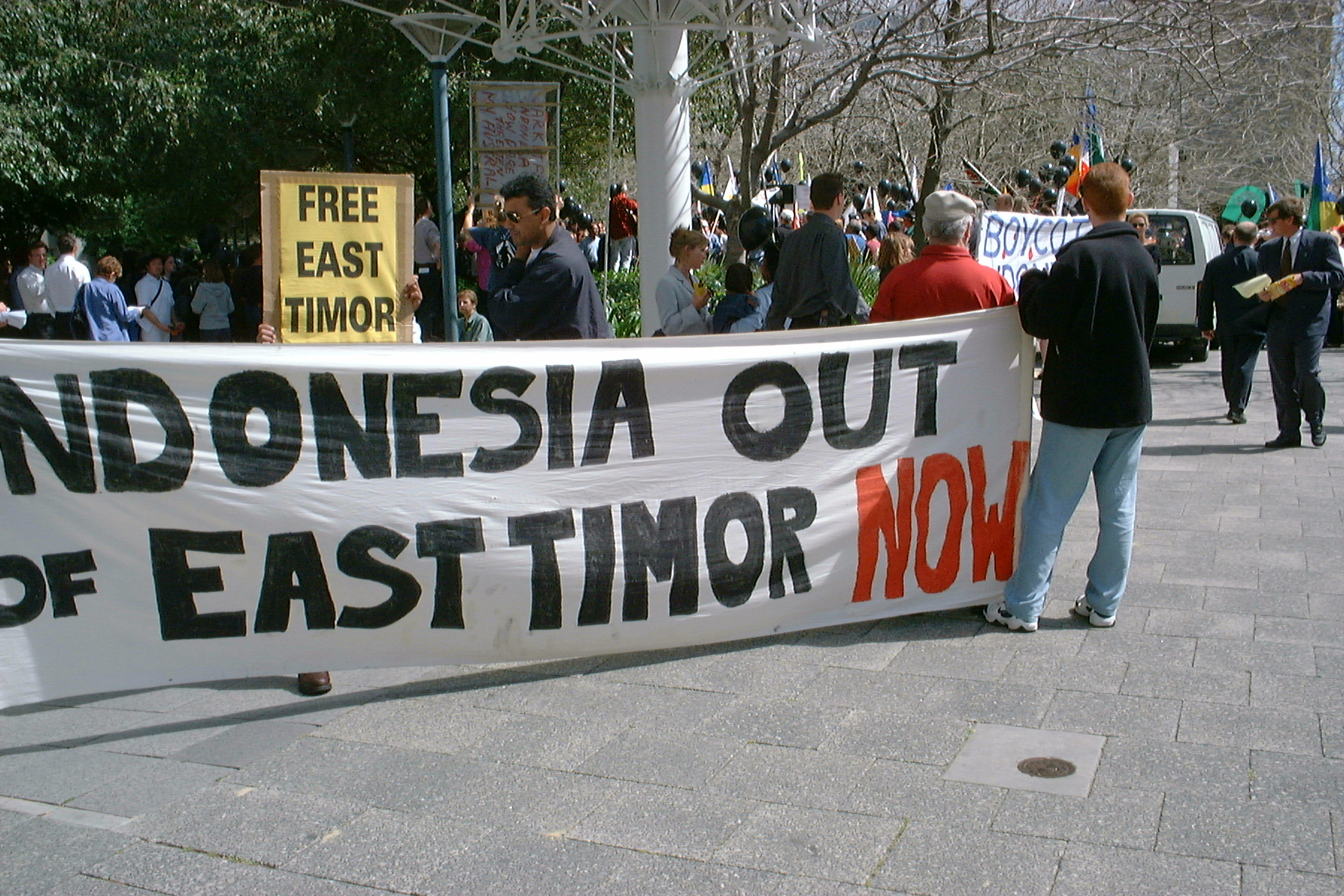
Demonstration für Osttimor im australischen Perth (September 1999)

Im März 1975 hatte eine Delegation der ALP das damalige Portugiesisch-Timor besucht, um sich ein Bild von der Lage zu machen. Ein Mitglied der Delegation war der australische Senator Gordon McIntosh, der in den folgenden Jahren einer der wichtigsten Unterstützer für die osttimoresische Selbstbestimmung werden sollte. McIntosh kritisierte mehrfach scharf das Verhalten der australischen Regierungen unter Gough Whitlam und Malcolm Fraser (Liberals) und ihrem Freibrief für Indonesien, ebenso die de-facto-Anerkennung der indonesischen Oberhoheit über Osttimor 1978. Mit diesem Schritt stand Australien weltweit allein da. International galt das Gebiet bis 2002 als ein „abhängiges Territorium unter portugiesischer Verwaltung“. Australien widersprach in Osttimor seiner eigenen antikolonialen Politik. Whitlam sah in Osttimor als eine Fehlkonstruktion europäischer Planung oder einen „Unfall der westlichen Kolonialgeschichte“. Das Land sei zu klein, um unabhängig existieren zu können. Unter Premierminister Fraser wurde diese Einstellung weiter geführt. Indonesische Menschenrechtsverletzungen und Gräueltaten wurden heruntergespielt, die Ankläger diskreditiert und die FRETILIN als Gefahr für die regionale Stabilität dargestellt. Als das Büro der ABC in Jakarta geschlossen und das Arbeitsvisum des Fairfax-Korrespondenten Peter Rodgers gekürzt wurde, bat Australiens Botschafter Tom Critchley in einer Pressekonferenz um Verständnis für indonesische Befindlichkeiten und die „asiatische Art“, was ihm den Vorwurf der Unterwürfigkeit einbrachte.
Als 1977 der ehemalige australische Konsul in Dili James Dunn einen Bericht über Kriegsverbrechen und Verbrechen gegen die Menschlichkeit durch die Streitkräfte Indonesiens veröffentlichte weigerte sich Außenminister Peacock im Parlament dazu Stellung zu nehmen und tat den Bericht als inoffiziell ab. Sein Ministerium lehnte den Bericht als „Hörensagen“ ab. Auch im Ausland versuchte man Dunns Bericht zu diskreditieren.
1978 berichtete Critchley in einem Telegramm nach Canberra von einem Treffen mit dem indonesischen Verteidigungsminister General Mohammad Yusuf. Yusuf warnte vor einer sich anbahnenden humanitären Katastrophe in Osttimor in Folge der indonesischen Invasion. Etwa 270.000 Frauen und Kinder seien „von ihren Männern getrennt“ worden seien und es drohe daher eine Hungersnot. Premierminister Fraser gestand später, dass Australien auf diese Warnung nicht reagiert habe. Vom 6. bis 7. September 1978 besuchte Critchley zusammen mit anderen Diplomaten das besetzte Osttimor, um sich ein Bild von der Lage zu machen. Teilnehmende Journalisten berichteten von „schockierenden Bedingungen“. Ein Diplomat habe sich angesichts der Kinder an die Hungersnöte in Afrika erinnert gefühlt. Nach indonesischen Angaben standen 125.000 „Flüchtlinge“ unter indonesischer Kontrolle, die dringend humanitäre Hilfe brauchten. Erst im Oktober 1979 erreichte das Internationale Rote Kreuz Dili. Im Mai 1980 besuchte Critchley Osttimor nochmals unter indonesischer Führung. In seinen Berichten nannte er die timoresische Bevölkerung „primitiv“, die jede Autorität akzeptieren würde. Die brutale Umsiedlungspolitik Indonesiens bestritt er. Umsiedlungslager, in denen die Menschen gefangen gehalten würden gäbe es nicht, da man versuche die Einwohner schnell in ihre Heimat zurückzubringen. Critchley nannte dies ein „Stammesumsiedlungsprogramm...um die zerstörerischen Gewohnheiten der wandernden Stämme einzudämmen und die miserablen Lebensbedingungen zu verbessern, unter denen so viele Osttimoresen seit Jahrhunderten leben“. Zwischen 1978 und 1980 sank die Einwohnerzahl von Osttimor um 55.000 Menschen.
2020 entschied ein australisches Gericht, dass Regierungsdiokumente, wie Diplomatennachrichten und Kabinettsunterlagen über Australiens Rolle während der indonesischen Invasion weiterhin geheim bleiben müssten, da eine Veröffentlichung die Sicherheit Australiens oder internationale Beziehungen gefährden könnte. Bereits öffentlich gewordene Dokumente belegen, dass Australiens Interesse an den Öl und Gasvorkommen in der Timorsee es in seinem Handeln maßgeblich beeinflusste. In einer Absichtserklärung (englisch Memorandum of Understanding) vereinbarten Australien und Indonesien bereits 1981 eine provisorische Regelung zur Überwachung der Fischerei und ihrer Durchsetzung. Die Rohstoffvorkommen in der Timorsee waren nicht Teil der Erklärung, aber sie bot eine Grundlage für andere Fragen über die Nutzung des Seegebiets durch das Ziehen der „Fisheries Surveillance and Enforcement Line“ (PFSEL). Die PFSEL folgte grob der Mittellinie zwischen den Küsten Timors und Australiens und wurde später weitgehend im Vertrag von 1997 übernommen, als die Grenzen der ausschließlichen Wirtschaftszonen und für den Meeresboden gezogen wurden. 1989 schlossen Australien und Indonesien den „Timor Gap Treaty“, der 1991 in Kraft trat. Portugal verklagte Australien wegen des Timor Gap Treaty vor dem Internationalen Gerichtshof, doch das Gericht konnte keine Verhandlung durchführen, da Indonesien sich weigerte daran teilzunehmen.
1982 wandte McIntosh sich an das Special Committee on Decolonization der Vereinten Nationen. In seinem Schreiben lehnte er die Ansichten Gough Whitlam zu Osttimor ab und betonte, dass der australische Premierminister zur Zeit der indonesischen Invasion nicht die Meinung der ALP wiedergegeben habe. Begleitet wurde McIntoshs Schreiben von einer Petition, die bis auf zwei alle Labour-Abgeordnete des australischen Parlaments unterzeichnet hatten und die Selbstbestimmung Osttimors einforderte. Die Petition trug maßgeblich dazu bei, dass Osttimor beim Special Committee on Decolonization der Vereinten Nationen weiter auf der Liste der Territorien mit offenen Dekolonisierungsprozessen blieb. Nach dem Sieg Labours in den Bundeswahlen im März 1983 nahm die Regierung von Bob Hawke aber die Haltung ihrer Vorgänger an und erklärte die Integration Osttimors in Indonesien als für irreversibel, weiterhin kritisiert von McIntosh.
McIntosh war im Juli 1983 erneut Mitglied einer parlamentarischen Delegation, die Indonesien und diesmal auch Osttimor besuchte. Er verfasste danach einen Bericht, der sich gegen den offiziellen Bericht der Delegation unter dem ALP-Politiker Bill Morrison stellte. Der darauffolgende Konflikt wurde öffentlich ausgetragen. Im Senat erklärte McIntosh am 6. September, der offizielle Bericht habe „eine klare Tendenz die Bedeutung grundlegend wichtiger Aspekte des Timor-Problems zu verringern“ und sei „keine glaubwürdige Wiedergabe der Ansichten dieses Parlaments“. Als Vorsitzender des außenpolitischen Ausschusses legte McIntosh am 8. September einen Bericht vor, in dem die Menschenrechtsverletzungen und die Lebensbedingungen der osttimoresischen Bevölkerung beschrieben wurden. Die indonesische Invasion und die Besetzung Osttimors wurden in dem Bericht als „illegale Handlung“ gebrandmarkt und die internationale Anerkennung der Selbstbestimmung Osttimors forderte. Die drei oppositionellen Senatoren, die die Hälfte des Ausschusses besetzten, lehnten den Bericht ab. Als Australien und Indonesien im März 1986 über ihre Seegrenze und die Schließung des Timor Gap diskutierten, sprach McIntosh den Verhandlungen ihre Legitimität ab. Im Senat sprach er von den „Menschen in Timor, die ihrer Rechte beraubt wurden.“
1987 verlor McIntosh seinen Sitz im Senat. Von da an arbeitete er als Aktivist weiter für das osttimoresische Recht auf Selbstbestimmung. 1988 schickte McIntosh über australische Kanäle des osttimoresischen Widerstandes an dessen militärischen Führer Xanana Gusmão einen zehnseitigen Brief, in dem McIntosh detailliert über die Geschichte des Unabhängigkeitskampfes Osttimors referierte und die damalige australische Regierung kritisierte, deren Motivation „die wirtschaftlichen Interessen Australiens zum Nachteil der Prinzipien zu wahren, die eines demokratischen Landes würdig sind“. Laut dem Brief deutet alles darauf hin, dass die australische Politik durch das indonesische Angebot zur gemeinsamen Ausbeutung der Rohstoffe in der Timor Gap bestimmt war.

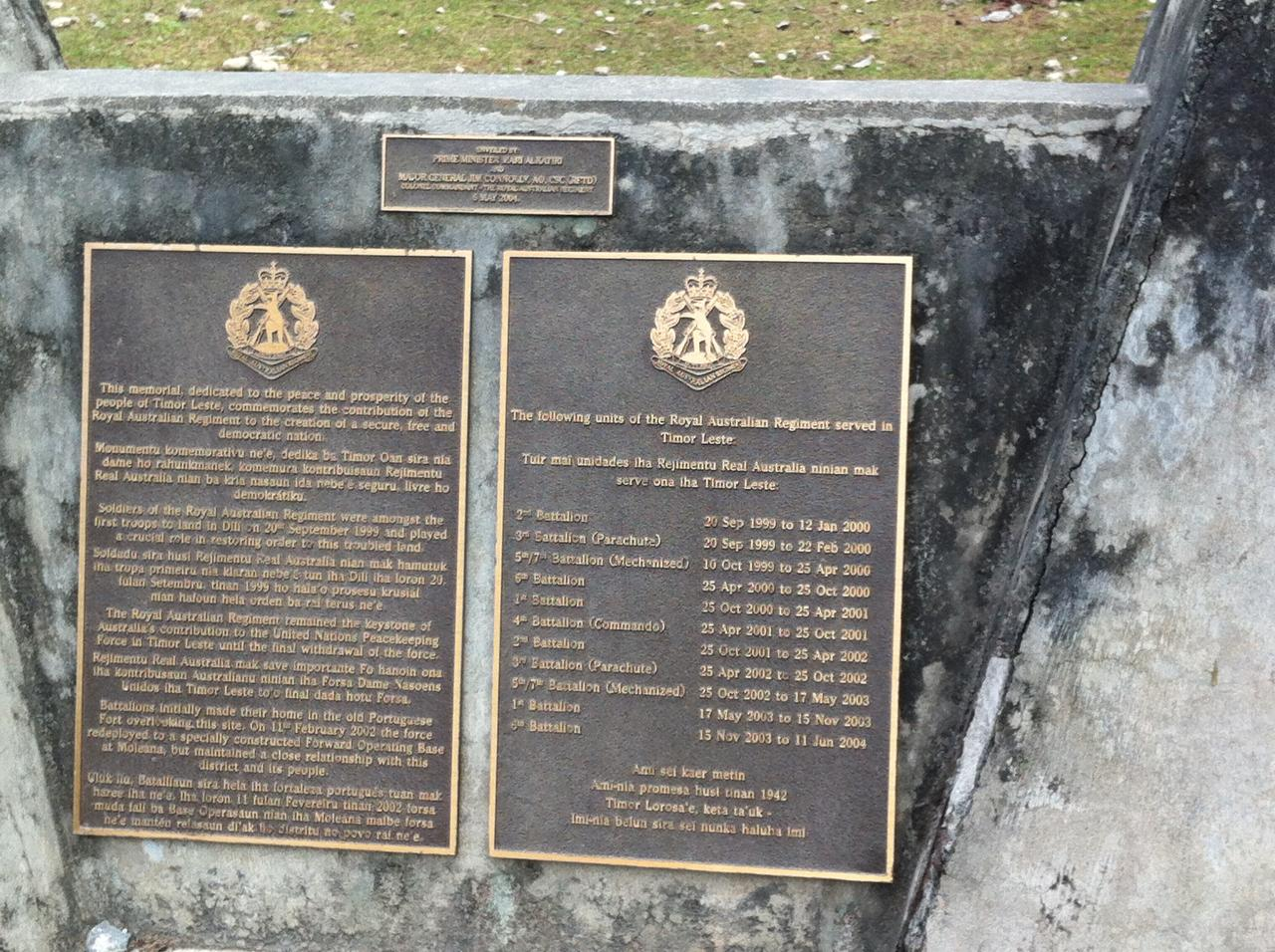
Gedenktafel im Fort Balibo für die australischen Einheiten, die an den INTERFET teilnahmen

In Australien nahm die öffentliche Anteilnahme an Osttimor in den 1990er Jahren stark zu. Den Politikern wurde bewusst, dass das Thema unterschiedlichste Wählergruppen vereinte: Links und Rechts, junge Studenten und alte Soldaten. Es kam zu Solidaritätskundgebungen in Größen, die es seit dem Vietnamkrieg nicht mehr gegeben hatte. Die australische Band Midnight Oil brachte ein Cover des osttimoresischen Kampfliedes Kolele Mai heraus. Die Regierung unter Premierminister John Howard (Liberals) griff das Thema Osttimor wieder auf. Der indonesische Präsident Habibie erklärte später, dass ein Brief von Howard vom 19. Dezember 1998, in dem er eine Lösung des Osttimorkonflikts forderte, der letzte Auslöser zum Entschluss für das Unabhängigkeitsreferendum gewesen sei. Der Brief stellte eine komplette Kehrtwende in der australischen Position dar. Nun drängte man auf das Selbstbestimmungsrecht des osttimoresischen Volkes. Howard folgte damit der Position der oppositionellen ALP und der Meinung von 90 Prozent der Australier, die das bisherige Verhalten ihres Landes als Fehler ansahen. Außenminister Alexander Downer zeigte sich dabei auf Seiten von Whitlam, der sich „besorgt über die Aussicht auf eine linke Regierung in Osttimor“ zeigte. Habibie war verärgert und empfand den Howards Vorschlag, gleich Friedenstruppen in Osttimor zu stationieren als Beleidigung. Zudem verglich Howard Indonesien mit der Kolonialmacht Frankreich und ihrer Politik in ihrer Besitzung Neukaledonien, was Habibie zurückwies.
Nach dem Unabhängigkeitsreferendum am 30. August 1999 versuchten indonesische Kräfte noch mit einer letzten Gewaltwelle das Blatt zu wenden. Am 20. September 1999 landete die von Australien geführte INTERFET und sorgte wieder für Ruhe und Ordnung.

### Unabhängiges Osttimor

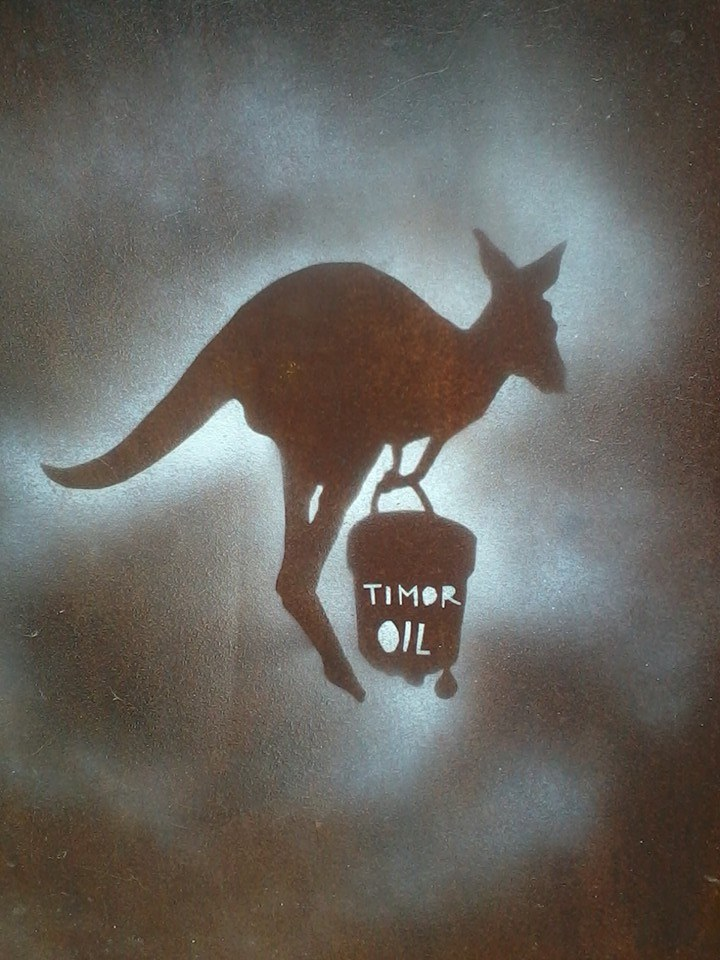
Symbol des Streits: das Känguru mit dem timoresischen Öl

Osttimor kam unter UN-Verwaltung und wurde am 20. Mai 2002 in die Unabhängigkeit entlassen. Australien stellte bis zum Ende der UN-Missionen 2012 den Großteil der UN-Sicherheitskräfte, ebenso von der International Stabilization Force, die nach den Unruhen in Osttimor 2006 die Lage wieder stabilisierte.
Konflikte gab es zwischen Australien und Osttimor betreffs der Ausbeutung der Erdöl- und Erdgasvorkommen in der Timorsee, aufgrund des während der Besetzung zwischen Indonesien und Australien ausgehandeltem Timor Gap Treaty und der daraus folgenden Grenzziehung in der Timorsee, was mit der Unabhängigkeit Osttimors zu Streitigkeiten führte. Zunächst vereinbarte die Regierung Osttimors mit Australien eine Aufteilung der Ressourcen, mit Ausklammerung der finalen Grenzziehung, was einen Vorteil für Australien bedeutete. Nachdem herauskam, dass Australien das osttimoresische Kabinett in der Zeit der Verhandlungen abgehört hatte, erklärte Osttimor die Verträge für ungültig und klagte vor dem internationalen Schiedsgericht in Den Haag. Im Januar 2017 erklärten die Regierungen Australiens und Osttimors, dass der bisherige Vertrag aufgelöst werden soll. Am 6. März 2018 unterzeichneten beide Staaten einen neuen Grenzvertrag, der die Vereinbarungen zugunsten Osttimors verschob.
Heutzutage gibt es eine Reihe von Städtepartnerschaften zwischen den beiden Ländern und Hilfsprojekte. 10.540 australische Bürger wurden in Osttimor geboren (Stand: 2018).

## Diplomatie

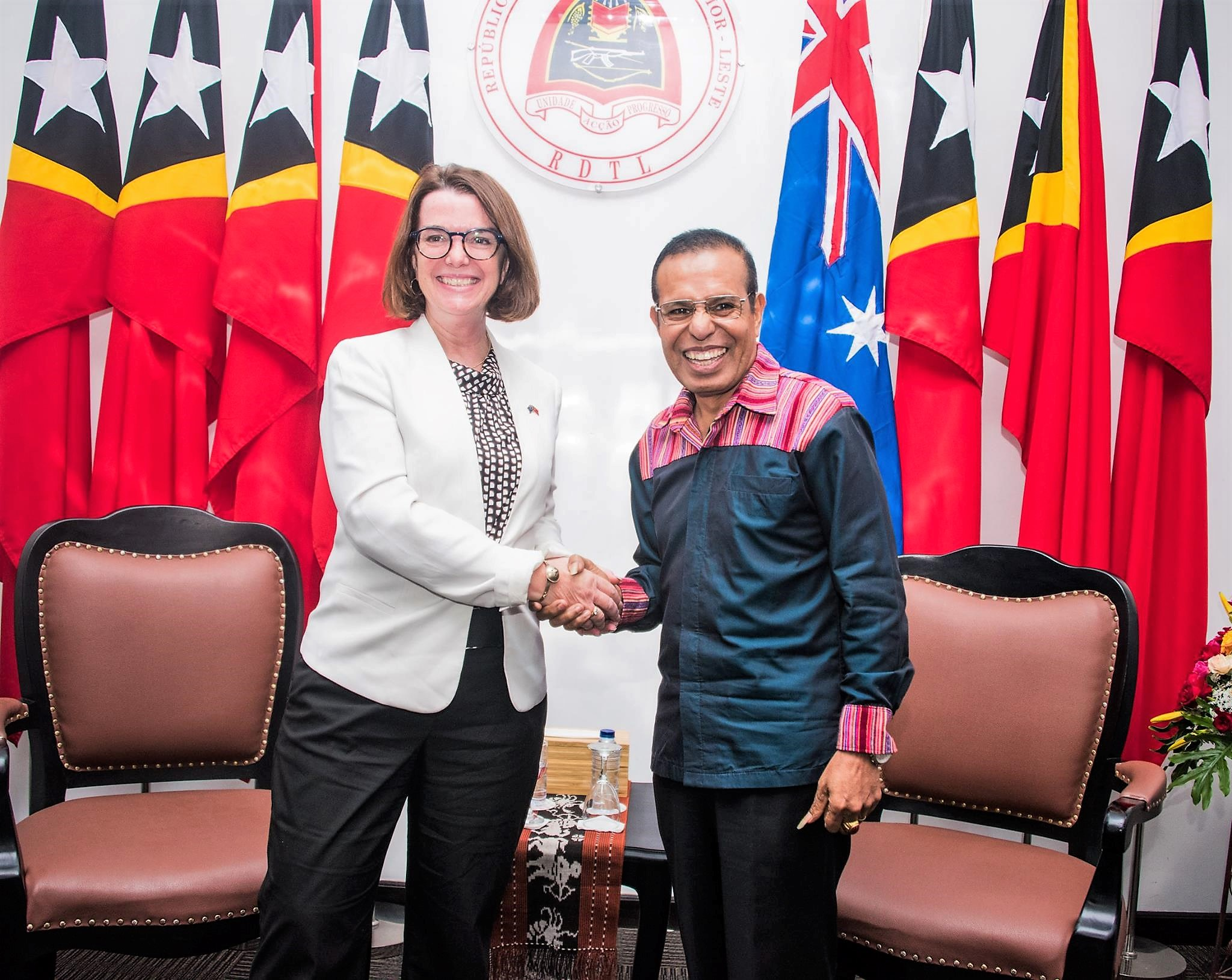
Anne Ruston, australische Assistant Minister für Internationale Entwicklungsarbeit und dem Pazifik, und Taur Matan Ruak, Premierminister Osttimors

Vor dem Zweiten Weltkrieg vertrat ein Honorarkonsul Großbritannien und Australien in Portugiesisch-Timor. David Ross, der bereits seit April 1941 als Fluglinienvertreter für Qantas in Dili lebte, wurde am 10. Dezember 1941 offiziell als Konsul von der Regierung Portugals angenommen. Es war die britische Reaktion auf die Entsendung eines Konsuls aus Japan nach Dili.
Am 26. Januar 1946 entsandte Australien mit Charles Eaton erneut einen Konsul nach Dili. Das Konsulat wurde 1971 geschlossen. Verhandlungen wurden nun direkt mit der Kolonialmacht Portugal geführt. Mit James Batley wurde 1999 ein Senior Diplomatic Representative nach Dili entsandt. Als Osttimor am 20. Mai 2002 erneut seine Unabhängigkeit erklärte, wurde Batley der erste Botschafter Australiens in Osttimor.
2003 wurde Jorge da Conceição Teme der erste Botschafter Osttimors in Canberra. Osttimor verfügt zudem noch über Generalkonsulate in Darwin und Sydney und Honorarkonsulate in Melbourne, Malvern, Hobart, bei Perth und bei Brisbane.

## Wirtschaft
Australiens Bedeutung in den Außenhandelsdaten Osttimors sank seit der Unabhängigkeit Osttimors 2002 im Laufe der Jahre. 2011 war man nur noch auf Platz 3 der Herkunftsländer osttimoresischer Importe, hinter Indonesien und Singapur. 2018 lag Australien mit Importen in Osttimor in Höhe von 10.971.000 US-Dollar nur noch auf Platz 9. Unter den Waren waren Kraftfahrzeuge, Geräte für Trägerstrom oder für ein digitales Systeme, Bruchreis, Zement, Fahrzeugteile und -zubehör, Antennen und Luftreflektoren, medizinische und wissenschaftliche Apparaturen, Haushalts- und Sanitärwaren, Halterungen und Beschläge für den Bau und vorgefertigte Häuser. Beim Warenverkehr von Osttimor ins Ausland, liegt Australien auf Platz 8, mit einem Warenwert von 822.000 US-Dollar. 798.005 US-Dollar betrug dabei der Anteil von Kaffee (Platz 7). Re-Exporte nach Australien hatten einen Warenwert von 5.924.000 US-Dollar (Platz 2). Osttimor ist der drittgrößte Entsender von Saisonarbeitern im australischen Saisonarbeiterprogramm. 2022 unterzeichneten Australien und Osttimor ein bilaterales Abkommen über den Marktzugang.
2014/15 reisten 15.600 Australier nach Osttimor.

## Entwicklungshilfe
Australien ist der größte Steller von Entwicklungshilfe für Osttimor. Über 550 Osttimoresen haben mit dem Australia Award Stipendium und mehr als 450 mit Hilfe des New Colombo Plans in Australien studiert (Stand 2017).

## Dokumentarfilme
- James Kesteven/Amanda King: The Shadow Over East Timor (1990).
- Fabio Cavadini/Amanda King: Time to Draw the Line (2017)